# 環境白書
環境白書（かんきょうはくしょ）は、環境基本法に基づき日本政府が作成する年次報告書（法定白書）であり、環境省が中心となって環境に関する状況や政府全体の環境保全に関する施策の内容をとりまとめている。
1969年（昭和44年）に初めて作成された「公害白書」を前身とし、毎年6月の環境月間に合わせて公表される。

## 環境白書の変遷
1950年代から1960年代にかけて経済の発展とともに環境汚染も深刻化、水俣病などの公害病も発生した。1964年（昭和39年）に当時の総理府の下に公害対策推進連絡会議、1965年（昭和40年）に厚生省の下に公害審議会が設置され、これらの会議体での検討結果を踏まえ、1967年（昭和42年）の第55回国会で公害対策基本法が成立、同法に基づき、1969年（昭和44年）に総理府と厚生省が中心となって公害白書が初めて作成された。
1971年（昭和46年）に総理府の外局として環境庁が設置され、翌1972年の昭和47年版から公害白書も環境白書へと名称を変更し、環境庁が中心となって作成するようになった。昭和47年版環境白書のテーマは「環境政策の新しい座標」であり、以降、各年の環境白書にはテーマが付されるようになる。また、1993年（平成5年）に環境基本法が成立し、環境白書の根拠は同法に移り、環境庁も2001年（平成13年）の中央省庁再編により環境省に改組する。
2007年の平成19年版環境白書から、廃棄物処理やリサイクルなどの循環型社会形成の取組も含めて一体的に理解できるようにするため、循環型社会形成推進基本法に基づく循環型社会白書と一体化し、2009年の平成21年版環境白書から、生物多様性基本法に基づく生物多様性白書も加わり、日本の環境問題全般を包括的に取り上げる構成となった。

## 地方公共団体の環境白書
環境基本法では、地方公共団体は環境保全のために必要な施策を総合的かつ計画的に推進していくとされていることから、地方公共団体によっては、独自の環境基本条例を制定し、条例に基づく環境保全の取組状況を○○県環境白書、○○市環境白書といった名称で公表することがある。
2005年に環境省が実施した調査によれば、都道府県は全て、市町村レベルでも395団体が環境白書に当たるものを作成している。